# Szeppuku
A szeppuku (jelentése ’hasmetszés’), vagy nyugaton elterjedt, az írásjegyek felcserélésével kapott másik nevén harakiri a japán szamurájok rituális öngyilkossága, amely a szégyentől való megtisztulást szolgálja. A szeppuku elkövetője dicsőséges halált hal, családjának nem kell szégyenkezni. Szeppukut csak szamuráj (busi) követhet el ura (a daimjó) engedélyével. Ha az elkövetett bűn nagyon súlyos volt, a szamurájtól megtagadhatták a szeppukut, és egyszerű kivégzésre ítélhették. Ebben az esetben szégyenétől nem szabadulhatott.

## A végrehajtás módja

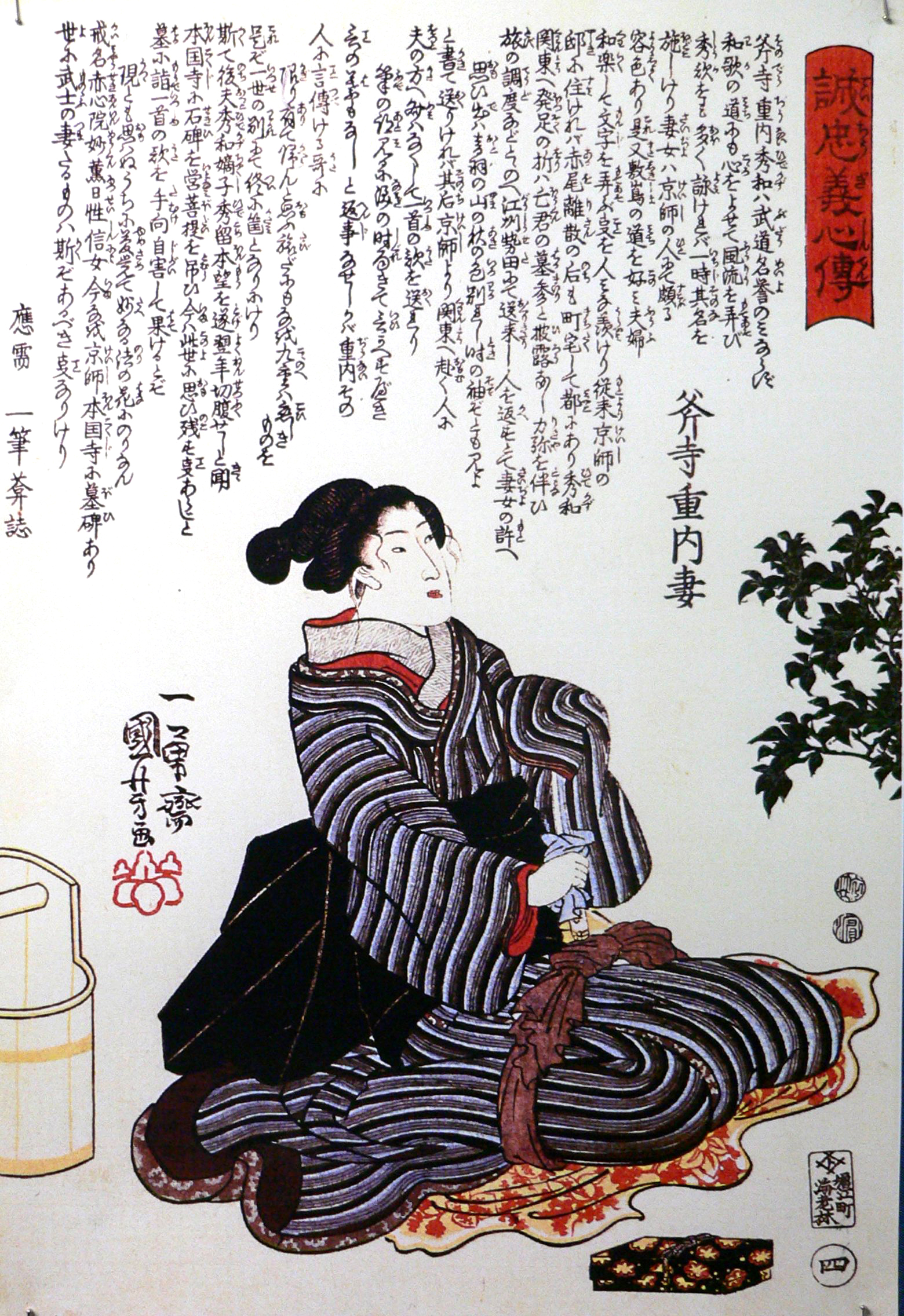
Japán nő dzsigaira készül (a szeppuku női változata), hogy férje után a halálba menjen

A szeppuku a hűség bizonyításának a módja. Ha a szamuráj valami komoly vétséget követ el, vagy urának bizalma megrendül benne, felajánlhatja a szeppukut, vagy az ura kérheti tőle azt. A szeppukut megtagadni nincs mód.
A rituálé előtt a szamuráj kiválaszthatja segítőjét. Valaki segítőjének lenni szintén nagy megtiszteltetésnek számít. A szamuráj a lelki felkészülés, végrendelkezés után a földre térdepel és maga elé helyezi rövidkardját (vakizasiját) vagy tőrét (tantó). Öltözékét leveti, hogy szabadon hagyja felsőtestét. Ha végez, a segédje mögé áll hosszúkardjával (katana).
A helyesen kivitelezett szeppuku 2 vágásból áll. A szamuráj az ágyékába döfi a pengét, és felrántva ejt egy vágást hasfalán. Ezt követően hasfalának bal oldalába döfi a kardot és jobb oldalra vágja fel. A második vágás az első fájdalmaiból adódóan jelentős koncentrációt kíván. Emiatt különös tisztelet övezi a sikeres, pontos és a minél hosszabb második vágást, melynek kivitelezésére nem minden szamuráj bizonyult képesnek. Ha az elkövető megejtette mindkét vágást, a segédje levágja a fejét a hosszúkard segítségével úgy, hogy nyakának elülső felét ne vágja át, így a fej nem esik le. Ezért számít megtiszteltetésnek a segédi szerep, hiszen a vágás minőségén múlik, milyen gyorsan ér véget a szenvedés. A lefejezés lényege, hogy elkerüljék, hogy a szeppukut elkövető a halál előtti fájdalom miatt megszégyenüljön. Egyes esetekben (ha a szamuráj öreg vagy beteg volt, esetleg veszélyessége miatt nem engedték neki valódi fegyver használatát) csupán szimbolikusan, például egy legyezővel hajtották végre a mozdulatot, majd ezután fejezték le őket.
A szeppuku (Európában ismertebb nevén a harakiri) a szamurájok öngyilkosságának egy olyan egyedi formája, ami a rövid karddal vagy tőrrel történt úgy, hogy a szamuráj kereszt alakú vágással felvágta a hasát, először balról jobbra, majd lentről fölfelé. Ezt dzsúmondzsi-nak hívták („tízes alakú vágás”) mert a tízes számot egy kereszt alakú kandzsival jelölték. Az ezzel a módszerrel végrehajtott öngyilkosság során egyetlen létfontosságú szerv sem sérült, így a lefejezés nélkül az alanynak még akár órákig tartó szenvedést kellett volna elviselnie. 
Minamoto Tametomo volt az első aki 1170-ben ilyen formában végzett magával. A szeppukut használta Minamoto Joriszama is, aki egy nagyon magas rangú szamuráj volt. Csapatai vesztettek az Udzsi-híd melletti csatában, két fia is elhunyt a küzdelemben és maga Jorimasza is súlyosan megsebesült egy térdébe lőtt nyílvesszőtől, ezért magához hívatta fegyverhordozóját (Vatanabe Csódzsicu Tonau-t) és kérte, hogy fejezze le. Mivel azonban az apród nem volt hajlandó ezt megtenni, ezért nyugat felé fordult, tízszer elkántálta a Dzsódzsó-iskola nembucuját („Üdv Amida Buddhának”) majd megalkotta dzsiszei no ku-ját, azaz búcsúversét: „Mint egy elszáradt fa / ami nem hozott virágot / szomorú volt életem / de még szomorúbb napjaim vége / mert nem hagyok hátra gyümölcsöt.” E sorok kimondása után felvágta a hasát és holtan arcra borult. Tonau ezután levágta ura fejét, egy kőhöz kötötte és az ellenséget megkerülve a folyóba dobta azt.
Később, az Asikaga-bakufu idejében megjelent a kaisekunin intézménye, ami azokra az esetekre specializálódott, amikor a szeppukut a kivégzés egyik formájaként végezte el az elítélt saját magán. Amint a térdelő bűnös megejtette a kereszt alakú vágást a hasán, a segéd, aki mellette állt, lefejezte, ezzel kímélve meg a fájdalmas haláltusától. Viszont aki lassan vérzett el és eközben írta meg az életét összefoglaló verset, sőt azt még a saját vérébe mártott ecsettel le is jegyezte, annak önuralmát sokáig magasztalták. 
A szeppuku később a szamurájok egyetlen elfogadható halálnemévé vált, akár bűnös volt, akár nem, vagy ha leküzdhetetlen problémával küszködött, így több fajtája is kialakult. Az egyik ilyen a szokocu-si („bocsánatkérő halál”), amivel a hirtelen felindulásból rossz szót szóló, vagy illetlenséget elkövető szamuráj válthatta meg bűnét. Hasonló volt a munebara vagy funsi (sérelem vagy bosszúság miatt elkövetett öngyilkosság), amivel a gyűlöletet és a felháborodást fejezték ki. 
Egy szamuráj számára a legmegfelelőbb volt, ha szeppuku általi büntetést vetettek ki rá, mivel eme halál által bocsánatot nyerhetett és tisztességgel halhatott meg, tulajdonát sem kobozták el. Ezzel a si o tamauként („a halál ajándékozása”) ismert előjoggal csak a magas rangú szamurájok élhettek. Egyik ismert példája a szakai incidens, amikor is a Tosza-klán harcosai a Szakai-kikötőben rátámadtak a francia Dupleix hadihajóra, megölve 11 tengerészt és egy tisztet, amikor pedig Léon Roches nagykövet jóvátételt követelt, a japán hatóságok felajánlották neki hogy nézze végig a bűnös klán 20 harcosának szeppukuját. Roches nem kért a véres látványosságból, a hajó kapitánya azonban végignézte a húsz harcos halálát. 
Ismert volt még egy fajta szeppuku, a kansi, amit a meggyőzés végső eszközeként használtak, például a mester, hogy jó útra térítse tanítványát. A dzsunsi-t („az úr követése a halálba”) számos magas rangú hűbéres követte el uruk (daimjó) halálakor. Ez a hűbéres hűségét fejezte ki ura iránt, függetlenül attól, hogy betegségben, csatában, vagy szeppuku által halt meg. Szabályai nem voltak, helyzettől függött és kötelező sem volt.
Az öngyilkosság egy másik, szintén furcsa formája a hito-basira („emberi oszlop”), amikor a szamuráj az ura házának építésekor az egyik oszlopnak ásott gödörben hajtott végre szeppukut, majd ráépítették a házat abban a hitben, hogy a halála után majd szelleme fogja védelmezni az építményt. (Hasonló áldozatot követelt egy híd építése is, ám akkor általában egy a falun átutazó ember lett a leendő védelmező szelleme a hídnak.)
A szamuráj feleségek is gyakran követtek el öngyilkosságot férjük halálba való követése érdekében. Nekik már kiskorukban megtanították, hogyan vágják el nyaki ütőereiket és mindig hordoztak maguknál egy kis kést. Az öngyilkosság előtt lábaikat össze kellett kötözniük, nehogy a halál beálltával illetlen pózban merevedjenek meg.
A háztartásból kiöregedett asszonyok, akik csak a család terhére voltak, vagy vízbe fojtották magukat, vagy hagyták őket éhen halni.
A szeppuku olyan tiszteletreméltó hagyománnyá emelkedett Japánban, hogy még az 1869-es országgyűlésen is kiálltak mellette, európaiak számára józan ésszel nehezen felfogható érvekkel. A Genpei-háború után teljesen elfogadottá vált a szeppuku. Rendeletek szabályozták a legapróbb részletekig. Amikor több szamuráj egyszerre hajtotta végre, a legrangosabb maradt legutoljára.